# Шевяков Олексій Володимирович
Шевяков Олексій Володимирович (нар. 5 лютого 1962, Дніпропетровськ) — доктор психологічних наук, професор кафедри практичної психології та соціальної роботи Східноукраїнського національного університету імені Володимира Даля та кафедри теоретичної та прикладної психології Дніпропетровського гуманітарного університету.

## Біографічні відомості
у 1979 році вступив до Дніпропетровського державного університету. Після закінчення навчання був прийнятий на роботу інженером відділу іхтіології та гідробіології цього ж університету.
У березні 1986 року був обраний за конкурсом на посаду молодшого наукового співробітника лабораторії ергономіки Всесоюзного науково-дослідного і проектно-конструкторського інституту машинобудування «Океанмаш». Брав участь у проектуванні складної техніки для видобутку твердих корисних копалин зі дна світового океану (залізо-марганцеві конкреції), продукції важкого та транспортного машинобудування металургійної галузі.
З квітня 1991 — провідний інженер, а згодом і головний спеціаліст Інституту проблем природокористування та екології Національної академії наук України. Займався проблемами автоматизованих систем управління регіональною економікою та природокористуванням, екологічної паспортизації промислових підприємств, антропогенних змін геологічного середовища, техногенної динаміки біогеоценозів.
У грудні 1995 року захистив кандидатську дисертацію. З вересня 1996 року працює доцентом кафедри загальної та соціальної психології та заступником декана факультету психології та соціології Дніпропетровського національного університету імені Олеся Гончара.
З вересня 2002 року очолює факультет психології Дніпропетровської філії Відкритого міжнародного інституту розвитку людини «Україна». Завідував кафедрами психології та соціології Дніпропетровської філії МАУП та кафедрою соціально-гуманітарних дисциплін Інституту післядипломної освіти Придніпровської академії будівництва та архітектури.
З 2004 року працює в Дніпропетровському гуманітарному університеті на посадах завідувача кафедр загальної, практичної та педагогічної психології та декана факультету психології та туризму.
У 2007 році стає науковим кореспондентом Інституту психології імені Г. С. Костюка НАПН України.
У 2011 році захистив докторську дисертацію.
З 2013 року — професор кафедри теоретичної та прикладної психології Дніпропетровського гуманітарного університету.

## Вибрані праці

### Підручники і посібники
- Ергономіка в системі психології праці. Навчальний посібник / О. В. Шевяков — Дніпропетровськ: ДГУ, 2007. — 157 с.
- Ергономіка в будівництві: Підручник / Бєліков А. С., Шевяков О. В., Шаломов В. А. та ін. — Дніпропетровськ: ІМА — прес, 2009—208 с. (гриф МОНУ)
- Ергономічні засади психології праці та інженерної психології: навч. посіб. для студентів вищ. навч. закл. / О. В. Шевяков, Н. О. Євдокимова. — Миколаїв: Іліон, 2014. — 471 с.
- Психологія туризму: Навчальний посібник / О. П. Крупський, О. В. Шевяков, О. М. Ярошкевич, Н. О. Євдокимова — Дніпропетровськ: Акцент, 2015. — 194 с.

### Монографії
- Вдосконалення складних людино-машинних систем: теоретико-методологічні засади психологічного забезпечення: / О. В. Шевяков. — Дніпропетровськ: Січ, 2007. — 464 с.
- Психологічне забезпечення розвитку соціотехнічних систем: / О. В. Шевяков. — Дніпропетровськ: Інновація, 2009. — 460 с.

### Наукові статті
- Профілактика та корекція негативних функціональних станів операторів-металургів / О. В. Шевяков, А. І. Тарасенко // Актуальні проблеми психології. — 2015. — Т. 1, Вип. 42.— С. 98-102
- Соціотехнічні системи діяльності: психологічне забезпечення розвитку / Олексій Шевяков // Психологія і суспільство. — 2012. — № 2. — С. 83-90.
- Ефективність психологічної регуляції функціональних станів фахівців / Олексій Шевяков // Музикознавча думка Дніпропетровщини: зб. наук. статей. — Вип. 11. — Дніпропетровськ: Ліра, 2016. — С. 90-100
- Психолого-педагогічні витоки розвитку фізичного виховання та спорту серед молоді Великої Британії у другій половині ХХ — на початку XXI століть / Шевяков О В. // Теорія і практика фізичного виховання — 2012. — № 1. — С. 112—118.
- Еколого-естетичне виховання в контексті ідей сталого розвитку / Шевяков О. В. // Екологія і природокористування. — 2013. — Вип. 17. — С. 245—250.
- Психологічна профілактика негативних функціональних станів фахівців в умовах металургійного виробництва / О. В. Шевяков, І. В. Маркова // Актуальні проблеми психології. — 2015. — Т. 7, Вип. 38. — С. 518—529[4]

## Нагороди
- Нагороджений знаком «За розбудову освіти» асоціації навчальних закладів України приватної форми власності.
- Подяка міського голови Дніпропетровська за сумлінну плідну науково-педагогічну діяльність, високу професійну майстерність, вагомий особистий внесок у підготовку кваліфікованих спеціалістів та з нагоди 10-річчя навчального закладу.
- Грамота фонду соціального захисту, підтримки і допомоги вченим України та членам їх сімей за книгу «Психологія туризму», яка посіла І місце у номінації «Навчальний посібник» у ХІ Обласному міжвузівському Конкурсі-2016 на «Кращі наукові, навчальні, навчально-методичні та художньо-публіцистичні видання».
- Грамота фонду соціального захисту, підтримки і допомоги вченим України та членам їх сімей за книгу «Ергономічні засади психології праці та інженерної психології», яка посіла І місце у номінації «Навчальний посібник» у ХІ Обласному міжвузівському Конкурсі-2016 на «Кращі наукові, навчальні, навчально-методичні та художньо-публіцистичні видання».